# Cássio Lopes dos Reis
Cássio Lopes dos Reis (Ituberá, 15 de maio de 1989) é um futebolista paralímpico brasileiro, que joga na posição de fixo. 
Atualmente, atua na seleção brasileira de futebol de 5, exclusiva a deficientes visuais; na qual representou seu país nos Jogos Olímpicos de Verão de 2016, no Rio de Janeiro.

## Títulos
- Copa América (2009/2013)
- Mundial da IBSA (2010/2014)
- Jogos Parapan-Americanos (2011/2015)
- Jogos Paralímpicos de Verão de 2012 - Medalha de ouro